# ジョーン・A・スタイツ
ジョーン・A・スタイツ（Joan Argetsinger Steitz、1941年1月26日 - ）は、アメリカ合衆国の生化学者。ミネソタ州ミネアポリス出身。

## 経歴
ハーバード大学から生化学および分子生物学のPh.D.を取得。アメリカ国立科学財団で博士研究員となった後、1978年にイェール大学教授に就任。また1986年以来ハワード・ヒューズ医学研究所に在籍している。2014年王立協会外国人会員選出。
主な業績はRNAの転写後修飾に関するもので、核内低分子RNAの発見や、スプライセオソームとPre-mRNA スプライシング機能の発見がある。Google Scholarによれば、2019年現在のh指数は116となっている。

## 受賞歴
- 1976年 - イーライリリー生物化学賞
- 1986年 - アメリカ国家科学賞生物学部門
- 1988年 - ディクソン賞科学学部門
- 1989年 - ウォーレン賞
- 1994年 - ワイツマン女性科学賞
- 2001年 - ロレアル-ユネスコ女性科学賞、ローゼンスティール賞
- 2005年 - E・B・ウィルソン・メダル
- 2006年 - ガードナー国際賞
- 2008年 - オールバニ・メディカルセンター賞
- 2012年 - パール・マイスター・グリーンガード賞
- 2013年 - グランドメダル
- 2018年 - ラスカー・コシュランド医学特別業績賞
- 2021年 - ウルフ賞医学部門、ウォーレン・アルパート財団賞

## 参照
- medicine.yale.edu/lab/steitz
- www.hhmi.org/scientists/joan-steitz